# 李政文 (1952年)
李政文（1952年2月—），男，汉族，山西垣曲人，中华人民共和国政治人物。省委党校大专学历，工商管理硕士学位。

## 生平
1971年1月加入中国共产党。1971年10月参加工作。早年担任中共闻喜县委副书记、县长。2002年，升任中共太原市委副书记、纪委书记。2003年1月，任山西省人民政府秘书长。2006年11月，升任中共山西省委常委、统战部部长。
2008年，当选第十一届全国政协委员，代表特别邀请人士，分入第五十七组。
2011年1月，任中共山西省委常委、秘书长。2012年1月，任山西省人大常委会副主任。2016年1月29日，辞去山西省人大常委会副主任职务。